# Rishra
Rishra ist eine Stadt im indischen Bundesstaat Westbengalen. Die Stadt ist Teil der Agglomeration Kolkata und liegt am rechten Ufer des Flusses Hugli.
Die Stadt gehört zum Distrikt Hugli. Rishra hat den Status einer Municipality. Die Stadt ist in 23 Wards (Wahlkreise) gegliedert.
Rishra wurde erstmals im 15. Jahrhundert urkundlich erwähnt.

## Demografie
Die Einwohnerzahl der Stadt liegt laut der Volkszählung von 2011 bei 124.577. Rishra hat ein Geschlechterverhältnis von 870 Frauen pro 1000 Männer und damit einen für Indien üblichen Männerüberschuss. Die Alphabetisierungsrate lag bei 87,9 % im Jahr 2011. Knapp 83 % der Bevölkerung sind Hindus, ca. 16 % sind Muslime und ca. 1 % gehören einer anderen oder keiner Religion an. 9,8 % der Bevölkerung sind Kinder unter 6 Jahren. Bengali ist die Hauptsprache in und um die Stadt.